# よみぃ
よみぃ（1997年〈平成9年〉10月6日 - ）は、日本の男性YouTuber、作曲家、ピアニスト、太鼓の達人公式アンバサダー。

## 人物
- 北海道札幌市出身[5]。現在は東京都在住[3][5]。
- 『アイドルマスター』の如月千早のファンで「嫁」と呼んでいる[2][9]。

### 作曲家として
小学校6年生の頃から『太鼓の達人』のプレイを始め、15歳の時に「太鼓の達人全国大会課題曲公募」に応募。同公募において、自身が初めて作曲した「D's Adventure Note」が最年少受賞を受賞し、人気投票1位を獲得した。
その他にも作曲家として音楽ゲームなどに楽曲提供を行っている。

### ピアニストとして
4歳からピアノを始める。ピアニストとしての初仕事は、6歳の時にクラスメイトから70円で引き受けた採譜の依頼であると語っている。
幼稚園や学校、老人ホームなどで演奏を披露している他、コンサートや音楽フェスティバルに参加したり、アルバムの楽曲の演奏を担当したり、精力的に活動している。また、全日本ピアノ指導者協会のeラーニング講師を務めている。
2017年10月に日本科学未来館で開催された「みらいのアンサンブル」にて、YAMAHA社の開発したAI（人工知能）合奏システムとの技術実演者に抜擢され、AIを搭載した自動演奏ピアノとの合奏を披露した。現在はYAMAHA社のAI教師・アドバイザーも務めている。
2019年1月19日に発売された音楽ゲーム『CHUNITHM』に収録されたオリジナル楽曲を音源化したアルバム『SEGA 音ゲーピアノコレクション ver.CHUNITHM vol.1』ではピアニストとして演奏を担当した。
2019年12月18日にリリースした『新日本プロレス ピアノコレクション』では収録曲のピアノ演奏・アレンジを担当した。
2020年2月、さっぽろ雪まつりで史上初めて大雪像の上でピアノ演奏を披露した。
2020年3月22日、福島中央テレビの番組『ふくしまを盛り上げるテレビ』に生出演。東日本大震災による津波で大きなダメージを受け、処分寸前であったところを地元の調律師に修復され奇跡の復活を遂げたピアノ「奇跡のピアノ」で、東日本大震災の復興支援ソング「花は咲く」や、震災当時ピアノが設置されていたいわき市立豊間中学校の卒業ソングなどの生演奏を披露した。
2020年7月14日、ビルボードライブ東京にてワンマンライブを開催。コロナ禍という状況下、観客を入れない無観客コンサートとし、自身のYouTubeチャンネルからの無料生配信を行った。
2020年12月13日、自身初の全国ツアーである「よみぃ CONCERT TOUR 2021」の開催を発表。
2021年1月27日、『太鼓の達人』の最高難易度（『おに』）に収録されている曲15曲をピアノでカバーした『よみぃ×太鼓の達人 ピアノコレクション』をリリース。
2023年8月23日、幅広い世代に支持される人気アニメソングのカバーアルバム『よみぃ×アニメヒットソング ピアノコレクション』をリリース。

### YouTuberとして
2011年2月24日にYouTubeチャンネルを開設。同日より動画投稿を開始し、YouTuberとしての活動を開始する。
2013年1月6日、サブチャンネルである「よみぃ Piano Yomii」を開設。
2020年1月、ミュージックステーションにて、「最も再生された動画」としてストリートピアノの連弾動画が紹介される。
2020年3月23日、新型コロナウイルス感染症感染拡大防止のため、簡素化を余儀なくされた札幌市立稲積小学校の卒業式に、在校生が発案したサプライズで「ホール・ニュー・ワールド」、「友 〜旅立ちの時〜」、よみぃが稲積小学校のために作詞・作曲したオリジナル楽曲「卒業おめでとう即興曲」を演奏する動画が映し出された。
2020年4月3日、演歌歌手の市川由紀乃とコラボレーションし、紅蓮華とさくら（独唱）を市川が熱唱し、よみぃが伴奏を担当した。これは市川が新型コロナウイルス感染症の流行によるコンサートやイベントなどが軒並み中止・延期になったことを受けてキングレコードと協力し企画されたもので、公開直後から大きな反響を呼んだ。
2020年5月3日、「丸の内GWミュージックフェスティバル2020」にスペシャルゲストとして出演した。
2021年5月27日、YouTubeチャンネル「よみぃの暇つぶしGames」を開設。
2022年1月、『TBS 再現できたら100万円！ THE神業チャレンジ』に出演。「ディズニー名曲メドレーを目隠し演奏『神業ピアノ』」にて賞金100万円を獲得。3月にも出演し、「目隠し高速ピアノ」にて2連覇。賞金200万円を獲得。
2022年12月現在、メインチャンネルとサブチャンネルのチャンネル登録者数の合計は約261万人、動画再生回数の合計は8.7億回を超えている。
2023年7月4日、『THE神業チャレンジ☆太鼓の達人最強王決定戦』に出演。『太鼓の達人』の神業に挑む。ファーストステージは、画面を隠しフルコンボに挑戦。2回目のチャレンジでフルコンボしクリアする。セカンドステージは、双打に挑戦（1人で2つの太鼓を使って、左側の太鼓で「ふつう」レベル、右側を「むずかしい」レベルを同時に叩いてフルコンボ）。これまで誰も成功していない神業チャレンジに成功し、賞金100万円を獲得。
2023年8月12日、『TEPPEN2023夏（ピアノ）』に出演。芸能界のナンバーワンピアニストを決定するために、予選を勝ち抜いた12人の芸能人ピアニストで競い合った。決勝ラウンドに勝ち進み、合計で783点という高得点を記録するも敗退した。

### その他活動
2020年9月5日より北海道文化放送で、よみぃと同じ札幌市出身のYouTuberふみによる冠番組『よみぃ×ふみTV』が放送を開始。同年11月14日まで放送された。同番組で使用された楽譜の作譜も担当。
2020年12月29日、スタイリスト・フォトグラファーから成るチーム「M.K.M」との共同制作により、よみぃ1st写真集『431』を初版1,000部発売。初版即完売につき、その後重版も販売した。
2021年3月25日から同年4月4日までの期間、JUNのスペシャルイベント「JUN ONLINE FESTIVAL」で、JUNRedとコラボレーションし、オリジナルアートミュージックTシャツが1000枚限定で発売された。イベント期間限定での販売予定だったが、初日に完売した。

## 楽曲提供
| 楽曲                                | 提供先                        |
| ----------------------------------- | ----------------------------- |
| D's Adventure Note                  | 太鼓の達人                    |
| おにぎりはどこかしら♪ feat.初音ミク | 太鼓の達人                    |
| LECIEL GLISSANDO                    | 太鼓の達人                    |
| Khionos TiARA (vs Ellim Gnirps)     | KONAMI SOUND VOLTEX           |
| SociuS (vs Ellim Gnirps)            | KONAMI SOUND VOLTEX           |
| MUSEDASH!!!!                        | Muse Dash                     |
| The Queen                           | SEVEN’s CODE                  |
| RamblingRose                        | マブラヴ オルタネィティブTRPG |
| ウキニズム～Ukinism～               | 熊本県宇城市                  |
| Plucky Race                         | Muse Dash                     |
| EXRiXiS                             | 太鼓の達人                    |

## ディスコグラフィー

### 配信限定シングル
| 発売日         | タイトル                               |
| -------------- | -------------------------------------- |
| 2018年12月28日 | Dear Another Nova                      |
| 2018年12月31日 | D's Adventure Note (リメイク版)        |
| 2019年1月1日   | D's Advance Notes                      |
| 2019年2月8日   | Date, Angel Notify                     |
| 2019年4月5日   | D's Adventure Note (Guitar&Piano Ver.) |
| 2019年7月7日   | D's Adventure Note (Piano Duo Ver.)    |
| 2019年10月22日 | KRYØS SEIRA                            |
| 2020年3月13日  | AINA                                   |
| 2020年3月15日  | Poker Blues                            |
| 2020年4月4日   | REDHEART                               |
| 2020年5月6日   | ハナレイト                             |
| 2020年5月6日   | MOSS                                   |
| 2020年7月12日  | Next AI Dream                          |
| 2020年8月28日  | DWAI                                   |
| 2021年1月6日   | The Queen                              |
| 2021年4月16日  | DreamGrass                             |
| 2024年3月2日   | イキたいな (feat. GUMI & 初音ミク)     |

## オリジナル曲
主にDTMによる作曲を行っており、オリジナル曲はiTunes Stores、Amazon Music等の媒体から配信されている。下記楽曲以外にも、YouTubeチャンネルにオリジナル曲を公開している。
- D's Adventure Note (2013年)
- Dear Another Nova（2017年）
- D's Advance Notes（2019年）
- Date, Angel Notify（2019年）
- KRYØS SEIRA（2019年）
- AIN/A（2020年）
- Poker Blues（2020年）
- REDHEART（2020年）
- MOSS（2020年）
- ハナレイト（2020年）
- Next AI Dream（2020年)
- ソーシャル・アストロノート【初音ミク】（+EmoCosine）(2020年)
- DWAI（2020年）
- GRAYNOTE （2020年）
- DreamGrass（2021年）
- The Queen（2021年）
- Lycoris（2021年）

## 出演

### イベント・コンサート
- YAMAHA「みらいのアンサンブル」[6]
- SEGA「音ゲーピアノコンサートver.CHUNITHM」[6]
- 名古屋市私立東海中学校・高等学校サタデープログラム[6]
- 小樽 Street Piano JAM[6]
- DEEMO ピアノコレクションLIVE（2019年10月6日[6][42]）
- 苫小牧コスプレフェスタ[6]（2019年10月）
- 新日本プロレスピアノコレクションLIVE[6]（2020年1月）
- さっぽろ雪まつり[6]
- eSports 太鼓の達人 ヤマダ電機3大都市大会[6]
- 兵庫県姫路市「姫音祭」 （2019年・2020年・2021年）[6]
- 丸の内GWミュージックフェスティバル2020（2020年5月3日）[30]
- おうちでドンカツ！太鼓の達人eスポーツ オンライン大会！決勝大会（2020年8月30日）- 大会アンバサダー[43][44]
- 横須賀街なかミュージック オンラインライブ（2020年11月13日）[45]
- 丸の内ミュージックフェスティバル2020（2020年12月19日・20日）
- ストリート・ピアノ・コンサート2020〜空港・駅・街角〜（2020年12月26日）[13]
- SPREY#日本を塗り替えろ#15 ABEMASPECIALチャンネル（2021年3月30日）
- 超演奏してみたSupported by大和証券グループ@ニコニコネット超会議2021（2021年4月30日）[46]
- Marunouchi GW Festival 2021 丸の内エリアコンサート（2021年5月3日）[47]
- PIANIC -STREET PIANO Festival-（2021年5月8日・9日）
- よみぃ CONCERT TOUR 2021[21]
- よみぃZeppツアー2022

### テレビ番組
- キスマイBUSAIKU!? 新春2時間半SP（2019年1月3日、フジテレビ系列）[48]
- ミュージックステーション（2020年1月）[12]
- 沼にハマってきいてみた『弾いてみた沼 ピアノ編』（2020年3月4日、NHK Eテレ）[49]
- ふくしまを盛り上げるテレビ（2020年3月22日、福島中央テレビ）[50]
- よみぃ×ふみTV（2020年9月5日 - 11月14日、北海道文化放送）[11][35]
- 内村のツボる動画（2021年2月23日、テレビ東京）
- 「福田こうへい無観客LIVE2021-独唱-あれから10年」（2021年3月27日・4月24日、歌謡ポップスチャンネル）
- まるごと（2021年4月8日、静岡第一テレビ）
- クラシックTV（2021年6月24日、NHK Eテレ）
- うたコン（2021年7月13日、NHK総合テレビジョン）
- news every.（2021年9月2日、日本テレビ）
- めざまし8（2021年9月16日、フジテレビ系列）
- 再現できたら100万円！THE神業チャレンジ（2022年1月4日・3月25日、TBSテレビ）
- EGG (テレビ番組)（2022年2月22日日本テレビ放送網）
- THE神業チャレンジ★太鼓の達人最強王決定戦（2023年7月4日、TBSテレビ）
- 芸能界特技王決定戦 TEPPEN 第27回（2023年8月12日、フジテレビ系列）[51]
- 芸能界特技王決定戦 TEPPEN 第28回（2024年1月13日、フジテレビ系列）[52]
- 芸能界特技王決定戦 TEPPEN 第29回（2024年8月10日、フジテレビ系列）
- 芸能界特技王決定戦 TEPPEN 第30回（2025年2月15日、フジテレビ系列）
- チャンハウス（2025年8月2日、フジテレビ系列）

### 雑誌掲載
- 月刊ショパン 2019年12月号「新・ピアノのシゴトのカタチ」
- 月刊ショパン 2020年10月号「Pianist Special Interview」
- GQ JAPAN 2020年12月号「"YouTube" FEVER」
- 月刊ピアノ 2021年2月号・6月号・９月号「Pick Up Artist」
- 音遊人 2021年Spring号「オトの仕事人」

## 受賞
- 楽器店大賞2022 - ピアニスト部門[53]
- ニコニコ動画アワード2022[54]
  - ボカロ賞（アシェンプテルの虹奏/よみぃ feat.初音ミク【プロセカNEXT 第8回】）
  - バラエティ賞（【ピアノ】「東方難関ボス曲メドレー」を弾いてみた　【よみぃ×自動演奏ピアノ】）